# Ford C-MAX
Ford C-MAX (tidligere Ford Focus C-MAX) er en personbilsmodel fra bilfabrikanten Ford. Modellen er en kompakt MPV, som siden maj 2003 er blevet bygget på Ford-fabrikken i Saarlouis. I april 2007 fik modellen en optisk og teknisk opdatering, og blev omdøbt til Ford C-MAX.
I december 2010 kom den anden generation af C-MAX på markedet i Tyskland. Den findes nu også i en forlænget version, kaldet Grand C-MAX. Den nye C-MAX bygges kun på den spanske fabrik Almussafes ved Valencia.

## (Focus) C-MAX (2003−2010)

### Generelt
C-MAX var bygget på samme platform som anden modelgeneration af Ford Focus, men kom dog på markedet før den. I modsætning til flere af sine konkurrenter havde bilen ingen tredje sæderække med nødsæder, men i stedet sædesystemet "Komfort" med fleksibelt bagsæde (undtagen i basisversionen Ambiente). Efter at siddefladen og ryglænet på det midterste bagsæde er klappet bagud og hattehylden er klappet delvist væk, kan de yderste bagsæder skubbes mod venstre eller højre, hvorved benfriheden forøges eller formindskes. Ulemperne var det deraf resulterende lidt højere kabinestøjniveau, da resonansvolumet på grund af det mod bilens indvendige side delvist åbne bagagerum var større. Derudover blev bagagerumsvolumet også forringet.
Et særligt kendetegn var den store midterkonsol "Premium" (standard med Ghia-udstyr) med den frem til faceliftet i foråret 2007 monterede elektroniske parkeringsbremse EPB (Electronic Park Brake).

### Sikkerhed
C-MAX havde som standard et omfangsrigt sikkerhedsudstyr. Udover ABS og selestrammere havde den ESP med ASR og seks airbags (fører/forsædepassager, sideairbags foran og hovedairbags for og bag). Ved Euro NCAPs kollisionstest i november 2003 fik C-MAX som den første bil fire stjerner for børnesikkerhed, ligesom den samlede vurdering i øvrigt.

### Facelift
I april 2007 gennemgik C-MAX, nu uden tilnavnet Focus, et facelift.
Den nye front fortsatte "Kinetic Design" fra andre Ford-modeller med nye, vertikalt placerede tågeforlygter, større kølergrill og andre forlygter, hvilket virkede kraftigere og sportsligere. Derudover fik modellen LED-baglygter, hvilket gav bilen et futuristisk blik i mørke. Kabinen blev udvidet med nye, sølvfarvede applikationer i "børstet krom"-look og en ny midterkonsol "Premium". Samtidig blev instrumentbelysningen fra den typisk for Ford grønne farve til rød.
Fra februar 2008 kunne C-MAX fra fabrikken fås med naturgasanlæg. Basis var 2,0-liters benzinmotoren med 145 hk. Bagagerumsbunden blev som følge af autogastanken på 42,5 liter hævet ca. 10 centimeter. I gasfunktionen er rækkevidden over 400 kilometer. Sammen med benzintanken på 55 liter har bilen en rækkevidde på mere end 1.100 kilometer.
- Ford C-MAX (2007–2010)
- C-MAX set bagfra

### Udstyrsvarianter
- Ambiente (grundmodel med ABS, bremseassistent, ESP med ASR, seks airbags, el-ruder foran, el-justerbare sidespejle, centrallåsesystem og højdejusterbart førersæde)
- Trend (som Ambiente samt bl.a. fjernbetjent centrallåsesystem, el-opvarmelige sidespejle, bagagerumsafdækning, kørecomputer, klimaanlæg, 12V-stikdåse i bagagerum, førersæde med lændehvirvelstøtte og bagsædesystem "Komfort")
- Ghia (som Trend samt bl.a. tozonet elektronisk klimaanlæg, fartpilot, midterkonsol og solrullegardiner bagi)
- Titanium
- Trend X (specialmodel)
- Black-Magic (specialmodel)
- Fun X (specialmodel)
- Futura (specialmodel; som Trend samt bl.a. tozonet elektronisk klimaanlæg, Sony bilradio og alufælge)
- Style (specialmodel)
- Connection (specialmodel, udgået)
- Fun (specialmodel)

I Schweiz fandtes C-MAX i to udstyrsvarianter:
- Carving
- Titanium

### Motorer
C-MAX fandtes med følgende motorer:
| Model         | Cylindre | Ventiler | Slagvolume cm³ | Max. effekt kW (hk) / omdr. | Max. drejningsmoment Nm / omdr. | 0-100 km/t sek. | Topfart km/t | Byggeår     |
| ------------- | -------- | -------- | -------------- | --------------------------- | ------------------------------- | --------------- | ------------ | ----------- |
| Benzinmotorer |          |          |                |                             |                                 |                 |              |             |
| 1.6           | 4        | 16       | 1596           | 74 (100) / 6000             | 145 / 4000                      | 12,9            | 175          | 2003 − 2010 |
| 1.6           | 4        | 16       | 1596           | 84 (114) / 6000             | 155 / 4150                      | 11,9            | 186          | 2004 − 2007 |
| 1.8           | 4        | 16       | 1798           | 88 (120) / 6000             | 165 / 4000                      | 10,8            | 195          | 2003 − 2007 |
| 1.8           | 4        | 16       | 1798           | 92 (125) / 6000             | 165 / 4000                      | 10,8            | 195          | 2007 − 2010 |
| 2.0           | 4        | 16       | 1999           | 107 (145) / 6000            | 185 / 4500                      | 9,8             | 203          | 2003 − 2010 |
| Dieselmotorer |          |          |                |                             |                                 |                 |              |             |
| 1.6 TDCi      | 4        | 16       | 1560           | 66 (90) / 4000              | 215 / 1750                      | 13,1            | 174          | 2005 − 2008 |
| 1.6 TDCi      | 4        | 16       | 1560           | 80 (109) / 4000             | 240 / 1750                      | 11,3            | 185          | 2003 − 2010 |
| 1.8 TDCi      | 4        | 8        | 1753           | 85 (115) / 3700             | 280 / 1900                      | 11,2            | 188          | 2005 − 2008 |
| 2.0 TDCi      | 4        | 16       | 1997           | 81 (110) / 4000             | 275 / 2000                      | 11,9            | 180          | − 2008      |
| 2.0 TDCi      | 4        | 16       | 1997           | 100 (136) / 4000            | 320 / 2000                      | 9,6             | 200          | 2003 − 2010 |

Ud over benzin- og dieselmotorerne kunne C-MAX også fås med alternative drivkrafte som
- Autogas (LPG),
- Naturgas (CNG) samt
- Bioætanol (E85) (FFV).

CO2-udslippet ligger mellem 129 og 174 g/km.

## C-MAX / Grand C-MAX (2010−)

### Generelt
På det 63. Frankfurt Motor Show præsenterede Ford i september 2009 for første gang den anden modelgeneration af C-MAX.
Modellen kom på markedet i Tyskland den 4. december 2010. Udover den normale C-MAX findes nu også en forlænget version med navnet Grand C-MAX. Den har to skydedøre bagtil og mod merpris en tredje sæderække, som består af to enkeltsæder.
Den nye C-MAX blev valgt til Årets Bil i Danmark 2011.

### Teknik
Anden modelgeneration af C-MAX er bygget på samme platform som tredje modelgeneration af Ford Focus, men kom ligesom forgængeren på markedet før Focus. Ligesom andre Ford-modeller findes også C-MAX med de nye EcoBoost-motorer, som er benzinmotorer med direkte indsprøjtning, lavtryksturbo og to variabelt styrede, overliggende knastaksler.
Ford har også planlagt at tilbyde C-MAX som plug-in-hybrid og fuldhybrid.

### Sikkerhed
C-MAX råder som standard over et omfangsrigt sikkerhedsudstyr. Dette omfatter front- og hovedairbags til fører og forsædepassager, sideairbags til fører, forsædepassager og de to yderste siddepladser i anden sæderække, ABS med elektronisk bremsekraftfordeling, ESP med antispinregulering (ASR) og traktionskontrol inklusiv Torque Vectoring Control (TVC). Det er et system, som under bremsning i kurver afgiver mere drejningsmoment til det yderste forhjul for at øge kørestabiliteten. Mod merpris fås også en dødvinkelassistent, hvor radarsensorer ser om der befinder sig et andet køretøj i den døde vinkel og advarer føreren med en advarselslampe i sidespejlet.
Ved Euro NCAPs kollisionstest fik såvel C-MAX som Grand C-MAX topkarakteren på fem stjerner.

### Udstyrsvarianter
C-MAX og Grand C-MAX fås i Tyskland i tre udstyrsvarianter.
- Basismodellen Ambiente råder udover det førnævnte sikkerhedsudstyr over el-ruder foran og el-justerbare sidespejle med integrerede blinklys.
- Som Trend har bilen derudover klimaanlæg, cd-radio, el-ruder bagi og højdejusterbart førersæde med justerbar lændehvirvelstøtte.
- Topmodellen Titanium har derudover tågeforlygter, automatisk temperaturregulering på klimaanlægget, bjergigangsætningsassistent og Power-kontakt til at starte og stoppe motoren. Det forreste passagersæde er derudover højdejusterbart med justerbar lændehvirvelstøtte. Derudover er kølergrillen og sideruderne forsynet med kromlister, og gearknoppen og rattet er af læder.

### Motorer
| Model                | Cylindre | Ventiler | Slagvolume cm³ | Max. effekt kW (hk) / omdr. | Max. drejningsmoment Nm / omdr. | 0-100 km/t sek. | Topfart km/t | Byggeår   |
| -------------------- | -------- | -------- | -------------- | --------------------------- | ------------------------------- | --------------- | ------------ | --------- |
| Benzinmotorer        |          |          |                |                             |                                 |                 |              |           |
| 1.0 EcoBoost         | 3        | 12       | 998            | 74 (100) / 6000             | 170 / 1500 − 4500               | 12,6            | 174          | 9/2012 −  |
| 1.0 EcoBoost         | 3        | 12       | 998            | 92 (125) / 6000             | 170 / 1500 − 4500               | 11,4            | 187          | 9/2012 −  |
| 1.6 Duratec Ti-VCT   | 4        | 16       | 1596           | 63 (85) / 6000              | 141 / 2500                      | 15,9            | 165          | 12/2010 − |
| 1.6 Duratec Ti-VCT   | 4        | 16       | 1596           | 77 (105) / 6000             | 150 / 4000 − 4500               | 12,6            | 180          | 12/2010 − |
| 1.6 Duratec Ti-VCT   | 4        | 16       | 1596           | 92 (125) / 6300             | 159 / 4000                      | 11,5            | 188          | 12/2010 − |
| 1.6 EcoBoost         | 4        | 16       | 1596           | 110 (150) / 5700            | 240 / 1600 − 4000               | 9,4             | 204          | 12/2010 − |
| 1.6 EcoBoost         | 4        | 16       | 1596           | 134 (182) / 5700            | 240 / 1600 − 5000               | 8,5             | 217          | 12/2010 − |
| Dieselmotorer        |          |          |                |                             |                                 |                 |              |           |
| 1.6 Duratorq-TDCi    | 4        | 8        | 1560           | 70 (95) / 3600              | 230 / 1500 − 2000               | 13,3            | 170          | 12/2010 − |
| 1.6 Duratorq-TDCi    | 4        | 8        | 1560           | 85 (115) / 3600             | 270 / 1750 − 2500               | 11,3            | 184          | 12/2010 − |
| 2.0 Duratorq-TDCi    | 4        | 16       | 1997           | 85 (115) / 3750             | 300 / 1500 − 2250               | 11,8            | 185          | 12/2010 − |
| 2.0 Duratorq-TDCi    | 4        | 16       | 1997           | 103 (140) / 3750            | 320 / 1750 − 2750               | 9,6             | 201          | 12/2010 − |
| 2.0 Duratorq-TDCi    | 4        | 16       | 1997           | 120 (163) / 3750            | 340 / 2000 − 3250               | 8,6             | 210          | 12/2010 − |
| Benzin/E85-motor     |          |          |                |                             |                                 |                 |              |           |
| 1.6 Ti-VCT Flexifuel | 4        | 16       | 1596           | 88 (120) / 6300             | 159 / 4000                      | 11,7            | 185          | 12/2010 − |
| Benzin/autogas-motor |          |          |                |                             |                                 |                 |              |           |
| 1.6 Ti-VCT-LPG1      | 4        | 16       | 1596           | 86 (117) / 6400             | 140 / 4200                      |                 | 185          | 2013 −    |

1 Foreløbige specifikationer.

Samtlige motorer opfylder Euro5-normen, og dieselmotorerne har partikelfilter som standardudstyr.

### C-MAX Energi
På Detroit Motor Show 2011 præsenterede Ford en plug-in-hybridmodel af C-MAX, som i 2012 kom på markedet i Nordamerika og i 2013 i Europa. Modellen er den første plug-in-hybrid i firmaets historie. Rækkevidden med fuldt opladede batterier er over 800 km, hvorved benzinforbruget skulle ligge under Ford Fusion Hybrid, som bruger 5,7 liter benzin pr. 100 km.
Bilen råder over et af Ford udviklet lithium-ion batteri med en ladekapacitet på 7,6 kWh. Derudover kan kabinetemperaturen styres under ladeforløbet, sågar med en app fra en smartphone.
C-MAX Energi er udstyret med det samme informationssystem som elbiludgaven af Ford Focus. Det informerer føreren om batteriets ladestand, den tilbageværende rækkevidde og strømforbruget fra batteriet. Derudover har modellen en såkaldt "Brake-Coach", som bremser bilen mest energivenligt under genvindelse af mest mulig energi fra batteriet.
Ud over en 2,0-liters benzinmotor, som fungerer efter Atkinson-kredsprocessen og yder 105 kW (143 hk), er bilen udstyret med en elektromotor som yder 88 kW (120 hk) og har et maksimalt drejningsmoment på 240 Nm. Tophastigheden i eldrift ligger på 136 km/t.